# Jan Maksymilian Sokołowski
Jan Maksymilian Sokołowski h. Trzaska, ps. „Trzaska” (ur. 12 października 1895 w Warszawie, zm. 13 listopada 1986 we Wrocławiu) – żołnierz Legionów Polskich, pułkownik dyplomowany piechoty Wojska Polskiego II RP i Armii Krajowej, kawaler Orderu Virtuti Militari.

## Życiorys
Urodził się w rodzinie Franciszka i Stefanii z d. Falencka. W 1914 ukończył Gimnazjum Wojciecha Górskiego w Warszawie. W okresie gimnazjalnym był harcerzem i członkiem Związku Młodzieży Postępowo-Niepodległościowej. Działał także w Wolnej Szkole Wojskowej, włączonej w sierpniu 1915 do batalionu warszawskiego POW, a następnie 1 października 1915 do I Brygady Legionów Polskich. Po opanowaniu Warszawy przez armię niemiecką, 22 sierpnia 1915 w stopniu kaprala żołnierz 1 batalionu 5 pułku piechoty Legionów z którym walczył podczas I wojny światowej przeciwko Rosji na Wołyniu w bitwach pod Stowygorożem (3 października 1915) i Kostiuchnówką (4–7 lipca 1916).
Absolwent Szkoły Oficerskiej w Ostrowcu-Komorowie.
Wraz z większością legionistów, po kryzysie przysięgowym w 1917 został internowany w obozie w Szczypiornie k. Kalisza, a potem w Łomży. 17 marca 1918 został zwolniony, a 11 kwietnia objął dowództwo POW w Tomaszowie Lubelskim. Później został mianowany adiutantem komendanta powiatowego POW.
28 listopada 1918 wstąpił do odrodzonego Wojska Polskiego, w randze podporucznika, w 23 pułku piechoty walczył podczas wojny polsko-bolszewickiej.
„Za męstwo okazane w walkach w Galicji Wsch., nad Dźwiną i Berezyną pod Hrubieszowem, Grabowcem, Włodawą i Brześciem”. Został odznaczony Orderem Virtuti Militari.
Uczestniczył w walkach na Wołyniu z Ukraińcami o Poryck (2 marca 1919) i Torczyn, a następnie w kampanii kijowskiej przeciwko Armii Czerwonej w składzie VI Brygady Piechoty Legionów, gdzie otrzymał awans do stopnia kapitana.  Dwukrotnie ranny podczas walk. Następnie służył kolejno w 35 pułku piechoty i 34 pułku piechoty.
1 czerwca 1921 pełnił służbę w dowództwie 3 Dywizji Piechoty Legionów w Zamościu, a jego oddziałem macierzystym był wówczas 23 pułk piechoty. W latach 1923–1925 studiował w Wyższej Szkole Wojennej w Warszawie. 12 kwietnia 1927 został awansowany na majora ze starszeństwem z dniem 1 stycznia 1927 i 99. lokatą w korpusie oficerów piechoty. 31 października 1927 został przeniesiony z Dowództwa Okręgu Korpusu Nr III do kadry oficerów piechoty z równoczesnym przydziałem do dowództwa 27 Dywizji Piechoty w Kowlu na stanowisko szefa sztabu. Pełnił też funkcję zastępcy dowódcy w 48 pułku piechoty. 23 grudnia 1929 został przeniesiony do Państwowego Urzędu Wychowania Fizycznego i Przysposobienia Wojskowego w Warszawie na stanowisko szefa wydziału. W 1932 pełnił służbę w 75 pułku piechoty w Królewskiej Hucie. Z dniem 15 września 1933 został przeniesiony do Szkoły Podchorążych dla Podoficerów w Bydgoszczy na stanowisko dyrektora nauk. W listopadzie 1934 został przeniesiony do Dowództwa Okręgu Korpusu Nr III w Grodnie. Na stopień podpułkownika został mianowany ze starszeństwem z 19 marca 1937 i 19. lokatą w korpusie oficerów piechoty. W styczniu 1939 został przeniesiony w stan spoczynku i zatrudniony w Polskim Radiu.
Po ogłoszeniu mobilizacji powszechnej powołany do służby czynnej. W kampanii wrześniowej 1939 roku walczył na stanowisku szefa sztabu 35 Dywizji Piechoty (Rezerwowej). Wraz z nią wycofał się z Wilna do Lwowa i od 11 do 20 września walczył w obronie Lwowa z Niemcami, a 21 września z Sowietami. Po kapitulacji miasta dostał się do niewoli. Uciekł z pociągu wiozącego polskich oficerów w głąb Rosji. W październiku założył lwowski oddział Służby Zwycięstwu Polski, przemianowany w grudniu 1939 na Związek Walki Zbrojnej. W 1940 był kilkakrotnie zastępowany na stanowisku dowódcy ZWZ m.in. przez generała Tokarzewskiego, a potem generała Okulickiego, jednak zastępstwa te były bardzo krótkotrwałe, ze względu na aresztowania przez NKWD nowych dowódców. W lutym 1941, po aresztowaniu Okulickiego, Sokołowski został mianowany pułkownikiem i dowódcą ZWZ na cały obszar okupacji sowieckiej i pełnił tę funkcję do lipca 1941, kiedy cały obszar okupowany przez ZSRR został zajęty przez Niemców. Następnie założył niezależną od ZWZ i późniejszej AK organizację niepodległościową „Wierni Polsce”, skupiającą głównie piłsudczyków i niechętną współpracy Polski z ZSRR. Jako dowódca tej organizacji zorganizował szereg podziemnych czasopism oraz oddziały zbrojne „Karpackie Oddziały Bojowe” działające do końca 1944 roku. W czasie wojny posługiwał się pseudonimem „Trzaska” będącym nazwą jego herbu. W sierpniu 1945 został aresztowany przez funkcjonariuszy Urzędu Bezpieczeństwa w Krakowie. Dzięki fałszywym dokumentom pozostał nierozpoznany. Skazano go na 6 lat więzienia jako szeregowego członka podziemia. 5 października 1946 został zwolniony z więzienia na mocy amnestii. Po zwolnieniu z więzienia zamieszkał we Wrocławiu pod nazwiskiem Ludwik Żelichowski. Ujawnił się w 1947, następnie do 1956 inwigilowany przez UBP. Od 1960 na emeryturze. W latach 60. i 70. działał w nieformalnych środowiska byłych żołnierzy AK i innych organizacji niepodległościowych. Od grudnia 1981 był działaczem konspiracyjnej struktury wydawniczej RKS „S” Dolny Śląsk. Od 1983 prowadził punkt kolportażowy i kontaktowy Solidarności Walczącej.
Autor książki (pod ps. Jan Falęcki) „Tak Było – zapiski z lat okupacji”, wydanej nakładem Solidarności Walczącej (1984).
Zmarł we Wrocławiu i tam też 19 listopada 1986 został pochowany na cmentarzu Osobowickim (pole 134R, rząd 2 od pola 136, grób 190).

## Życie prywatne
Od 25 lutego 1921 był żonaty z Pauliną z d. Czapor (1897–1983), nauczycielką i żołnierzem AK, więzioną w obozie koncentracyjnym. Mieli dzieci: Andrzeja Jerzego (1922–1944), poległ pod Monte Cassino i Bożenę Zofię (ur. 1925), sanitariuszka AK, późniejszy doktor nauk weterynarii.

## Ordery i odznaczenia
- Krzyż Srebrny Orderu Wojskowego Virtuti Militari nr 460[1]
- Krzyż Niepodległości (13 kwietnia 1931)[16]
- Krzyż Walecznych (czterokrotnie)[14]
- Medal Wojska (czterokrotnie)[14]
- Złoty Krzyż Zasługi (10 listopada 1928)[17][14]
- Krzyż Armii Krajowej[14]
- Odznaka za Rany i Kontuzje[18]
- Odznaka Sztabu Generalnego[19]
- Medal 10 Rocznicy Wojny Niepodległościowej (Łotwa, 1929)[20]

## Upamiętnienie
W 1992 została wydana książka pt. „Zapomniany pułkownik” autorstwa Antoniego Lenkiewicza.